# 2010-es UEFA-bajnokok ligája-döntő
A 2010-es UEFA-bajnokok ligája-döntő az európai labdarúgó-klubcsapatok legrangosabb tornájának 18., jogelődjeivel együttvéve az 55. döntője volt. A találkozót május 22-én rendezték, a Real Madrid hazai, madridi Santiago Bernabéu stadionjában. Ez volt az első UEFA-bajnokok ligája-döntő, melyet a megszokott szerdai nap helyett szombaton játszottak, a kupa fennállásának összes addigi (54) fináléját szerdán játszották.

## Helyszín
Az UEFA négy stadion közül választotta ki a madridit. A másik három a londoni Wembley, a müncheni Allianz Arena és a berlini Olympiastadion volt.
A Bernabéuban korábban egy Eb- (1964) valamint vb-döntőt (1982) és három BEK-döntőt (1957, 1969, 1980) rendeztek.

## Út a döntőig
A döntőbe a német Bayern München és az olasz Internazionale jutott be. Mindkét csapat kiemeléssel indult a csoportkörben, a München az A csoportban a Bordeaux mögött a második, míg az Internazionale az F csoportban a címvédő Barcelona mögött végzett a második helyen.
A német csapat a nyolcaddöntőben idegenben rúgott góllal jutott tovább a Fiorentina ellen, valamint a negyeddöntőben a Manchester United ellen is hasonlóan. Az elődöntőben viszonylag simán, kettős győzelemmel, kapott gól nélkül verte a francia Lyon csapatát.
Az Internazionale a nyolcaddöntőben az angol Chelsea, a negyeddöntőben az orosz CSZKA Moszkva ellen mérkőzött, mindkét csapatot kettős győzelemmel verte ki. Az elődöntőben következett – a csoportkörbeli találkozás után ismét – a címvédő Barcelona. A hazai kétgólos győzelem után, az idegenbeli egygólos vereség elég volt az olaszok döntőbe jutásához.
A mérkőzés különleges érdekessége volt, hogy 2010-ben a Bayern München megnyerte a német bajnokságot és a német kupát is, és az Internazionale is hasonlóképp megnyerte hazája bajnokságát és kupáját is.

## A mérkőzés
| 2010. május 22. |

| Bayern München | 0–2               | Internazionale |
| -------------- | ----------------- | -------------- |
|                | (0–1) Jegyzőkönyv | Milito 35' 70' |

| Santiago Bernabéu stadion, Madrid Nézőszám: 73 170 Játékvezető: Howard Webb (angol) |

| Bayern München | Internazionale |

| BAYERN MÜNCHEN: |    |                        |
|                 |    |                        |
| GK              | 22 | Hans-Jörg Butt         |
| RB              | 21 | Philipp Lahm           |
| CB              | 5  | Daniel Van Buyten      |
| CB              | 6  | Martín Demichelis 26'  |
| LB              | 28 | Holger Badstuber       |
| CM              | 17 | Mark van Bommel 78'    |
| CM              | 31 | Bastian Schweinsteiger |
| RW              | 10 | Arjen Robben           |
| SS              | 25 | Thomas Müller          |
| LW              | 8  | Hamit Altintop 63'     |
| CF              | 11 | Ivica Olic 74'         |
| Cserék:         |    |                        |
| GK              | 1  | Michael Rensing        |
| DF              | 13 | Andreas Görlitz        |
| DF              | 26 | Diego Contento         |
| MF              | 23 | Danijel Pranjić        |
| MF              | 44 | Anatolij Timoscsuk     |
| FW              | 18 | Miroslav Klose 63'     |
| FW              | 33 | Mario Gomez 74'        |
| Edző:           |    |                        |
| Louis van Gaal  |    |                        |

| INTERNAZIONALE: |    |                        |
|                 |    |                        |
| GK              | 12 | Júlio César            |
| RB              | 13 | Maicon                 |
| CB              | 6  | Lúcio                  |
| CB              | 25 | Walter Samuel          |
| LB              | 26 | Cristian Chivu 30' 68' |
| CM              | 4  | Javier Zanetti         |
| CM              | 19 | Esteban Cambiasso      |
| AM              | 10 | Wesley Sneijder        |
| RF              | 9  | Samuel Eto'o           |
| CF              | 22 | Diego Milito 90+1'     |
| LF              | 27 | Goran Pandev 79'       |
| Cserék:         |    |                        |
| GK              | 1  | Francesco Toldo        |
| DF              | 2  | Iván Córdoba           |
| DF              | 23 | Marco Materazzi 90+1'  |
| MF              | 5  | Dejan Stankovic 68'    |
| MF              | 11 | Sulley Muntari 79'     |
| MF              | 17 | McDonald Mariga        |
| FW              | 45 | Mario Balotelli        |
| Edző:           |    |                        |
| José Mourinho   |    |                        |

| A mérkőzés játékosa: Diego Milito (Internazionale) Asszisztensek: Mike Mullarkey Darren Cann Negyedik játékvezető: Martin Atkinson Tartalék játékvezető: Peter Kirkup |

| A 2009–2010-es UEFA-bajnokok ligája győztese |
| -------------------------------------------- |
| Internazionale 3. cím                        |